# Schwarzzügelibis
Der Schwarzzügelibis (Theristicus melanopis), auch Brillenibis genannt, ist ein südamerikanischer Vogel aus der Familie der Ibisse und Löffler. Der Schwarzzügelibis ist recht häufig im südlichen Chile und Argentinien, selten in Nordchile, Ecuador, Bolivien und Peru. Nach IUCN gibt es weltweit 25.000 bis 100.000 Brutpaare, die Art ist als nicht bedroht eingestuft.

## Unterarten
Früher wurden die Unterarten anerkannt:
- Th. m. branickii (Berlepsch & Stolzmann, 1894)[2]
- Th. m. melanopis (Gmelin, JF, 1789)[3]

Heute wird der Andenibis (Theristicus branickii) als eigene Art betrachtet.

## Aussehen
Der Schwarzzügelibis erreicht eine Körperlänge von 71 bis 76 cm. Kopf, Hals und Brust sind braun, die Flügel grau, Bauch und Schwanz schwarz. Der nach unten gekrümmte Schnabel ist dunkelgrau, das Auge ist umrahmt von einem schwarzen Gesichtsfeld. Auch an der Kehle, direkt unter dem Schnabel ist ein schwarzes Feld sichtbar. Zusammen bilden sie den namensgebenden „Zügel“. Die kräftigen Beine sind dunkelrot. Das auffälligste Unterscheidungsmerkmal zum ansonsten ähnlichen Weißhalsibisses ist das Fehlen der Weißfärbung am Flügel. Im Gegensatz zu vielen anderen Ibissen hat er keine langen Schopffedern. 
Es gibt keinen ausgeprägten Geschlechtsdimorphismus.

## Lebensraum

Verbreitungsgebiet des Schwarzzügelibis:
Ganzjährig
Brutgebiet
Überwinterungsgebiet

Der Schwarzzügelibis bevorzugt offenes Grasland, Weiden, Felder und offene Wälder, ist aber auch in Feuchtgebieten und an Tümpeln und Flüssen zu finden.

## Ernährung
Die Nahrung des Schwarzzügelibis besteht aus Insekten und deren Larven, Würmern, Schnecken und deren Eiern, seltener auch kleinen Amphibien und Säugetieren.

## Fortpflanzung
Der Schwarzzügelibis brütet meistens in Kolonien von bis zu 50 Paaren. Die Nester werden häufig auf Felsen und Klippen, manchmal aber auch in Schilfbeständen gebaut. Als Nestbaumaterial werden Zweige verwendet, zur Auspolsterung Gras und Blätter. Das Gelege von zwei bis drei Eiern wird in ungefähr 28 Tagen ausgebrütet.